# 김진욱 (1966년)
김진욱(金鎭煜, 1966년 1월 19일~)은 대한민국의 법조인으로, 초대 고위공직자범죄수사처장이다.
대구 출신으로, 서울 보성고등학교와 서울대학교 고고미술사학과를 졸업하였으며, 하버드 대학교 로스쿨을 수료하였다. 31회 사법시험에 합격하여 1995년 법관 임용 후 3년간 판사로 재직하였고, 이후 1998년부터 12년간 김앤장 법률사무소에서 근무하였다. 2010년부터는 헌법재판소 헌법연구관으로 재직, 헌법재판소장 비서실장을 역임하였다. 이후 헌법재판소의 선임헌법연구관으로, 국제심의관을 겸임하였으며, 2020년 12월 30일 고위공직자범죄수사처(공수처) 초대 처장 후보자에 지명되었다.
2021년 1월 19일 인사청문회를 거쳐, 다음 날인 20일 보고서가 채택되었으며, 2021년 1월 21일 초대 고위공직자범죄수사처장으로 임명되었다.